# Чжан Ляо
Чжан Ля́о (кит. 張遼 张辽; 169—222) — китайский государственный деятель, военный периода Саньго. Генерал Цао Цао, основателя царства Вэй. Принимал участие в кампаниях против Юань Шао и кочевых племён ухуань. В китайском фольклоре и литературе известен как один из «пяти генералов царства Вэй».

## Биография
Чжан Ляо происходил из уезда Маи округа Ямэнь. Изначально служил различным владетелям: Дин Юаню, Дун Чжо и Люй Бу. В 198 году, после поражения в битве при Сяпи, перешёл на сторону победителя Цао Цао.
В 200 году участвовал в битве при Гуаньду против войск Юань Шао и Юань Таня. Руководил специальным отрядом, атаковавшим побережье, и получил голову вражеского полководца по имени Лю И. Был смелым, но во время боевых операций всегда сохранял выдержку и спокойствие.
В 215 году, во время войны между государствами Вэй и У, защитил город Хэфэй от вражеского штурма. В частности, в отсутствие Цао Цао отбил атаку 100 тысячного войска Сунь Цюаня, имея небольшой отряд в 800 воинов. После этого более десяти дней защищал Хэфэй от приступов противника. Когда Сунь Цюань отступил от города, внезапно атаковал его в местности Сяояоцзин и разгромил в сражении. Благодаря этой победе прославился как «страшный генерал». Согласно китайскому средневековому «Роману о трёх царствах», дети переставали плакать ночью, когда их матери вспоминали о Чжан Ляо.